# Нижньокамська зона лінійних дислокацій

2д — Нижньокамська зона лінійних дислокацій

Нижньока́мська зо́на ліні́йних дислока́цій (рос. Нижнекамская зона линейных дислокаций) — геологічна структура першого порядку, яка бере участь у будові Татарського склепіння Російської платформи, знаходиться на території Татарстану та Удмуртії.
Зона вклинюється на територію Удмуртії з півдня у вигляді трикутника з вершиною в районі села Обласна. За східну сторону цього умовного трикутника можна прийняти лінію, яка з'єднує лінію Чеганда — Мала Пурга — Обласна, за західну — лінію через Обласна — Можга — Грахово. На заході Мамадисько-Кокарський грабен відділяє зону від Немського та Удмуртського виступів, на сході вона межує з Верхньокамською западиною. В межах зони девонські, кам'яновугільні та нижньопермські відклади формують рівномірні вали, які чергуються між собою, та прогини північно-східного напрямку. Найбільший — Решетниковсько-Нилгінський вал — сформувався на південно-східному борту Мамадисько-Кокарського грабену, має довжину 125 км та ширину 4-9 км. Вали складені тектонічними та тектоно-седиментаційними підйомами, до яких приурочена велика кількість проявів та родовищ нафти (Архангельське, Обласновське, Граховське, Решетниковське та інші).